# カプリーノ・ヴェロネーゼ
カプリーノ・ヴェロネーゼ（伊: Caprino Veronese）は、イタリア共和国ヴェネト州ヴェローナ県にある、人口約8,600人の基礎自治体（コムーネ）。

## 地理

### 位置・広がり

#### 隣接コムーネ
隣接するコムーネは以下の通り。
- ブレンティーノ・ベッルーノ
- コステルマーノ
- フェッラーラ・ディ・モンテ・バルド
- リーヴォリ・ヴェロネーゼ
- サン・ゼーノ・ディ・モンターニャ

### 気候分類・地震分類
気候分類では、zona E, 2709 GGに分類される。
また、イタリアの地震リスク階級 (it) では、zona 2 (sismicità media) に分類される。

## 行政

### 分離集落
カプリーノ・ヴェロネーゼには、以下の分離集落（フラツィオーネ）がある。
- Boi, Gaon, Pazzon, Pesina, Porcino, Spiazzi, Platano, Lubiara, Gamberon, Ceredello, Ori, Boschi, Vilmezzano, Braga, Stringari

## 姉妹都市
- ガウ＝アルゲスハイム、ドイツ 1984年
- ソーリュー、フランス 2004年

## 出身人物
- ジョヴァンニ・アルドゥイノ（英語版） - 18世紀の地質学者
- ジョヴァンニ・ペッテネッラ - 1960年代に活躍した自転車競技選手、東京五輪金メダリスト